# 大前粟生
大前 粟生（おおまえ あお、1992年11月28日 - ）は、日本の小説家。男性。兵庫県生まれ。同志社大学文学部卒業。

## 経歴・人物
2016年、短編小説「彼女をバスタブにいれて燃やす」が『GRANTA JAPAN with 早稲田文学』公募プロジェクトで最優秀作に選出されデビュー。「ユキの異常な体質 または僕はどれほどお金がほしいか」で第二回ブックショートアワード受賞。「文鳥」でat home AWARD大賞受賞。舞台「ちょっと舌が長いだけで、トム・ハンクスにはかなわない」（象牙の空港）では劇作を担当した。また短歌も詠んでおり、歌集『柴犬二匹でサイクロン』を上梓している。2021年、『おもろい以外いらんねん』で第38回織田作之助賞最終候補。同作は『アメトーーク』にて加納（Aマッソ）に紹介された。同年、『岩とからあげをまちがえる』が日本タイトルだけ大賞を受賞。京都市に在住していたが、2022年より東京在住。

## 作品リスト

### 単行本
- 『回転草』（書肆侃侃房、2018年6月）
  - 回転草（初出:『たべるのがおそい』vol.2）
  - 破壊神（書き下ろし）
  - 生きものアレルギー（初出:短編集『のけものどもの』）
  - 文鳥（初出:アットホームアワード受賞作）
  - わたしたちがチャンピオンだったころ（初出:『飛ぶ教室』51号）
  - 夜（書き下ろし）
  - ヴァンパイアとして私たちによく知られているミカだが（初出:『アヴァンギャルドでいこう』vol.6）
  - 彼女をバスタブにいれて燃やす（初出:『GRANTA JAPAN with 早稲田文学』03号）
  - 海に流れる雪の音（初出:第二回ブックショートアワード受賞作）
    - 「ユキの異常な体質 または僕はどれほどお金がほしいか」より改題

  - よりよい生活（書き下ろし）
- 『私と鰐と妹の部屋』（書肆侃侃房、2019年3月）
  - 「ビーム」「ムキムキ」など53篇の短編集
- 『ぬいぐるみとしゃべる人はやさしい』（河出書房新社、2020年3月/河出文庫、2023年1月）
  - ぬいぐるみとしゃべる人はやさしい（初出:『文藝』2019年冬季号）
  - たのしいことに水と気づく（書き下ろし）
  - バスタオルの映像（初出:『早稲田文学増刊号 「笑い」はどこから来るのか？』）
  - だいじょうぶのあいさつ（初出:『アーギュメンツ』#3）
    - 「断崖」より改題
- 『岩とからあげをまちがえる』（ちいさいミシマ社、2020年12月）
  - 100篇の書き下ろし短編集
- 『おもろい以外いらんねん』（河出書房新社、2021年1月）
  - 初出:『文藝』2020年冬季号
- 『ハルには はねがはえてるから』（亜紀書房、2021年6月）
  - 宮崎夏次系との共作絵本
- 『きみだからさびしい』（文藝春秋、2022年2月）
- 『まるみちゃんとうさぎくん』（ポプラ社、2022年3月）絵:板垣巴留
- 『柴犬二匹でサイクロン』（書肆侃侃房、2022年4月）短歌集
  - とびひざげり（初出:『ねむらない樹』vol.7）
  - パフェの降臨（書き下ろし）
  - こちらの歌（書き下ろし）
  - 夏（書き下ろし）
  - 喫煙・仏具（書き下ろし）
  - 犬ざんまい（書き下ろし）
  - 裸足の家（書き下ろし）
  - 鴨川（書き下ろし）
  - 生活（書き下ろし）
- 『死んでいる私と、私みたいな人たちの声』（河出書房新社、2022年7月）
  - 窓子（初出:『文藝』2021年秋季号）
  - 窓子と私は覚えている（書き下ろし）
- 『チワワ・シンドローム』（文藝春秋、2024年1月）
  - 初出:『別冊文藝春秋』2023年5月号・7月号・9月号
- 『ピン芸人、高崎犬彦』（2024年3月、太田出版）
  - 初出:『Quick Japan』Vol.163–168
- 『かもめジムの恋愛』（小学館、2024年9月）
- 『物語じゃないただの傷』（河出書房新社、2025年3月）
  - 初出:『文藝』2024年冬季号
- 『7人の7年の恋とガチャ』（幻冬舎、2025年7月）
  - 初出:『小説幻冬』2024年2月号 - 10月号

### 電子書籍
- 『のけものどもの』（惑星と口笛ブックス、2017年5月）
- 『話がしたいよ』（U-NEXT、2021年10月）

## アンソロジー収録
- 「呪い21選──特大荷物スペースつき座席」 - 『kaze no tanbun 移動図書館の子供たち』（柏書房、2020年12月）
- 「なあ、ブラザー」 - 『覚醒するシスターフッド』（河出書房新社、2021年2月）
- 「まぶしさと悪意」 - 『嘘があふれた世界で』（新潮文庫nex、2024年2月）
  - 初出:『小説新潮』2023年3月号
- 「かっこいい孤独」 - 『友だち関係で悩んだときに役立つ本を紹介します。』（河出書房新社、2024年4月）

## 寄稿・収録
小説
- 「ごめんね、校舎」 - 『ヒドゥン・オーサーズ』（惑星と口笛ブックス、2017年5月）
- 「転がるビニール袋」 - 『ほんのひとさじ』vol.9 （書肆侃侃房、2018年7月）
- 「ドレスセーバー」 - 『新潮』2018年12月号（新潮社、2018年11月）
- 「ファイア」 - 『新潮』2019年4月号（新潮社、2019年3月）
- 「サボテンのなまえ」 - 『飛ぶ教室』第57号（2019年春）（光村図書出版、2019年4月）
- 「中身のない人間」 - 『ほんのひとさじ』vol.14 （書肆侃侃房、2020年6月）
- 「かたつむりの殻のぬいぐるみ」 - 『すばる』2021年10月号（集英社、2021年9月）
- 「ギリシャリクガメ」 - 『ランバーロール』04（タバブックス、2021年9月）
- 「坂本さんは絵本を持っていた」 - 『小説すばる』2022年1月号（集英社、2021年12月）
- 「石荻沙也加のこと」 - 『小説宝石』2022年6月号（光文社、2022年5月）
- 「サウナとシャツさん、ふつうの男」 - 『別冊文藝春秋』2022年9月号（文藝春秋、2022年8月）
- 「おまえの分まで」 - 『小説宝石』2022年11月号（光文社、2022年10月）
- 「人生の岐路」 - 『小説宝石』2023年8月号（光文社、2023年7月）
- 「パラパラ」 - 『ことばと』vol.7（書肆侃侃房、2023年10月）
- 「マリッジ・アンド・ゴースト・ストーリー」 - 『小説推理』2024年5月号 - 10月号（双葉社）

エッセイ・書評・その他
- 「拷問の夢を見ている」 - 『たべるのがおそい』vol.5（書肆侃侃房、2018年4月）
- 「人形」 - 『文学界』2018年10月号（文藝春秋、2018年9月）
- 「V6」 - 『小説すばる』2018年10月号（集英社、2018年9月）
- 「やさしいの話」 - 『群像』2019年7月号（講談社、2019年6月）
- 「私と繋がる」 - 『小説 野性時代』2020年3月号（KADOKAWA、2020年2月）
- 「日々の時間のこと」 - 『短歌ムック ねむらない樹 vol.5』（書肆侃侃房、2020年8月）
- 「90年代生まれが起こす文学の地殻変動」アンケート回答 - 『文藝』2020年冬季号（河出書房新社、2020年10月）
- 「死んだら星になりてえ」 - 『すばる』2020年12月号（集英社、2020年11月）
- 「ぬいぐるみといると消えていられる」 - 『ユリイカ』2021年1月号（青土社、2020年12月）
- 「拝啓ともだち」 - 『飛ぶ教室』第64号（2021年冬）（光村図書出版、2021年1月）
- 「モノのこと」 - 『文藝』2021年冬季号（河出書房新社、2021年10月）
- 「存在のためにもがく小説」（最果タヒ『パパララレレルル』書評） - 『すばる』2022年3月号（集英社、2022年2月）
- 「東京という言葉はフィクション」 - 『小説新潮』2022年7月号（新潮社、2022年6月）
- 「グラデーションする「私」ら」 - 『文學界』2023年9月号（文藝春秋、2023年8月）
- 「ちゃんと話を聞いて、言葉を探すこと」（文庫解説） - 星野智幸『だまされ屋さん』（中公文庫、2023年12月）
- 「橋と摩天楼と発火」 - 『文藝』2023年冬季号（河出書房新社、2023年11月）
- 「〝思考〟〝思考〟」 - 『文藝』2024年春季号（河出書房新社、2024年1月）
- 「書くことと散歩」 - 『ユリイカ』2024年6月号（青土社、2024年5月）
- 「余白からのプレゼント」（奥田亜希子『ポップ・ラッキー・ポトラッチ』書評） - 『すばる』2024年8月号（集英社、2024年7月）
- 「身体を記す でも、だけどの身体」 - 『文學界』2024年9月号（文藝春秋、2024年8月）
- 「戦争の身体」 - 『文藝』2025年秋季号（河出書房新社、2025年7月）

対談
- 「大前粟生×吉田恵里香 怒りのパワーのその先へ」[4] - 『文藝』2023年夏季号（河出書房新社、2023年4月）
- 「そもそも恋愛って何？」（花田菜々子との対談） - 花田菜々子『モヤ対談』（小学館、2023年11月）
  - 初出:『STORY BOX』2022年6月号
- 「対談 高瀬隼子×大前粟生 怖くてあたたかい小説の世界」 - 『別冊文藝春秋』2024年5月号（文藝春秋、2024年4月）
- 「鼎談 町屋良平×大前粟生×金子玲介 デビュー前夜の仲間たち」 - 『文學界』2024年10月号（文藝春秋、2024年9月）
- 「大前粟生×金子玲介 純文学とエンタメを行き来して、現在地に至るまで。」 - 『小説幻冬』2025年8月号（幻冬舎、2025年7月）